# ドゥーキー
『ドゥーキー』 (Dookie) は、アメリカのロックバンド、グリーン・デイのメジャー・デビュー・アルバム、通算3作目のスタジオ・アルバムである。アメリカのビルボード200チャートでは2位になった。
2011年現在、1,500万枚を売り上げており、自身最大のヒット作である。「ロングヴュー」「ウェルカム・トゥ・ザ・パラダイス」「バスケット・ケース」「SHE」「ホェン・アイ・カム・アラウンド」の5曲がシングル・カットされた。
アルバム・タイトルは、アメリカの俗語で「うんち」という意味。後にビリー・ジョーは「これは明らかにラリった勢いでつけたもんだよね。マジで。あの頃の俺たちってすげえ勢いで大麻キメてたから。そのノリで『こんなことしたら面白くね?』って感じだったんだ」と回想している。
『ローリング・ストーン誌が選ぶオールタイム・ベストアルバム500』には193位にランクインするなど、評価は高い。

## 収録曲
作詞はビリー・ジョー・アームストロング。作曲はグリーン・デイ。ただし、エムニアス・スリーパスはマイク・ダーント、グリーン・デイのクレジット。
1. バーンアウト - "Burnout" – 2:07
2. ハヴィング・ア・ブラスト - "Having a Blast" – 2:44
3. チャンプ - "Chump" – 2:54
4. ロングヴュー - "Longview" – 3:59
5. ウェルカム・トゥ・ザ・パラダイス - "Welcome to Paradise" – 3:44
  - 1992年のアルバム『カープランク』の収録曲を再録音。
6. プリング・ティース - "Pulling Teeth" – 2:30
7. バスケット・ケース - "Basket Case" – 3:03
8. SHE - "She" – 2:14
9. ササフラス・ルーツ - "Sassafras Roots" – 2:37
10. ホェン・アイ・カム・アラウンド - "When I Come Around" – 2:58
11. カミング・クリーン - "Coming Clean" – 1:34
12. エムニアス・スリーパス - "Emenius Sleepus" (Mike Dirnt, Green Day) – 1:43
13. イン・ジ・エンド - "In the End" – 1:46
14. F.O.D. - "F.O.D." – 5:46
  - 隠しトラックとして、トレ・クールによる曲、"All By Myself"が収録されている

## クレジット
- ビリー・ジョー・アームストロング - ボーカル、ギター (加えて"All By Myself"でパーカッションを担当)
- マイク・ダーント - ベースギター、ボーカル
- トレ・クール - ドラム、パーカッション (加えて"All By Myself"でのボーカルとギター)
- ロブ・キャヴァロ、グリーン・デイ - プロデューサー
- ジェリ・フィン - ミキシング
- ネイル・キング、キャシー・マッククランキン - エンジニア
- リッチー・バッカー -  カバー

## その他
- 本アルバムのリリース後、グリーン・デイはドゥーキー・ツアーを行った。